# Jean Gale
Jean Gale (13 de septiembre de 1912 - 26 de septiembre de 1974) fue una artista estadounidense del vodevil así como brevemente actriz cinematográfica en la década de 1930. 
Nacida en San Francisco (California), Gale y su hermana gemela Joan, junto con sus otras dos hermanas June y Jane, también gemelas, empezaron a hacer "vodevil" a temprana edad. Esto llamó la atención de los estudios cinematográficos, por lo que consiguió un pequeño papel en la película de 1934 Bottoms Up, protagonizada por Spencer Tracy. Ese mismo año fue seleccionada como una de las jóvenes actrices de la lista de "WAMPAS Baby Stars". 
Aunque parecía que su carrera iba a tomar impulso, eso nunca ocurrió. Solo actuó en otros dos filmes, uno en 1937, Ha nacido una estrella, y el otro en 1940, Girl from Avenue A. En ambos casos no apareció en los créditos. Ella se asentó en Los Ángeles, California, donde residía en el momento de su fallecimiento en 1974.